# Умершие в марте 2009 года
Это список известных людей, соответствующих установленным критериям значимости (см. Википедия:Критерии значимости персоналий), умерших в марте 2009 года.
Причина смерти указывается лишь в исключительных случаях (убийство, самоубийство, гибель в результате военных действий, смертная казнь, ДТП или несчастные случаи). В остальных случаях — не указывается.

## Список
- 2 марта — Михаил Бака (81) — советский и украинский государственный, общественный и спортивный деятель.
- 2 марта — Виейра, Жуан Бернарду (69) — президент Гвинеи-Бисау; убийство.
- 2 марта — Анатолий Климанов (59) — советский украинский боксёр, тренер, заслуженный мастер спорта СССР.
- 2 марта — Леонтьефф, Александр (60) — премьер-министр французской Полинезии (1987—1991).
- 2 марта — Шмаков, Владимир Павлович (62) — крупный деятель советского и современного российского телевидения.
- 3 марта — Георгадзе, Пантелеймон Иванович (84) — руководитель коммунистов Грузии.
- 3 марта — Серов, Илья Александрович (91) — Герой Советского Союза.
- 4 марта — Питра, Юрий Юрьевич (94) — звеньевой по выращиванию кукурузы совхоза «За нове життя» Иршавского района Закарпатской области Украинской ССР.Дважды Герой Социалистического Труда.
- 4 марта — Постнов, Василий (46) — советский футболист, полузащитник. Мастер спорта СССР с 1990 года.
- 4 марта — Сластихин, Алексей Иванович (84) — Герой Советского Союза.
- 4 марта — Чанчурян, Сурен Вараздатович (71) — армянский танцор, солист Государственного ансамбля танца Армении.
- 4 марта — Фут, Хортон (92) — драматург и сценарист США, лауреат премии «Оскар»; инсульт.
- 5 марта — Беляев, Алексей[уточнить] (37) — советник заместителя Председателя Государственной Думы ФС РФ от фракции «Справедливая Россия» А. М. Бабакова; убийство.
- 5 марта — Валерий Брошин (46) — советский, российский и туркменский футболист.
- 5 марта — Мячин, Иван Кириллович — советский историко-географ.
- 5 марта — Юзбашян, Карен Никитич (82) — армянский специалист по истории средневековой Армении и Византии, переводчик сочинений средневековой армянской историографии, доктор исторических наук.
- 6 марта — Тембо, Кристон (65) — Вице-президент Замбии (1997—2001).
- 5 марта — Брошин, Валерий Викторович (46) — советский, российский и туркменский футболист, мастер спорта, двукратный чемпион СССР.
- 7 марта — Арлазоров, Ян Майорович (61) — актёр, юморист, заслуженный артист России; рак желудка.
- 7 марта — Владимир Савицкий (83) — Русский писатель, переводчик, критик.
- 7 марта — Шох, Антон Рохусович (49) — казахстанский футболист, главный тренер молодёжной сборной Казахстана.
- 7 марта — Пинелли, Туллио (100) — итальянский сценарист, соавтор Федерико Феллини в фильме «Восемь с половиной» и других.
- 7 марта — Козлов, Дмитрий Ильич (89) — член-корреспондент РАН (1984), конструктор ракетно-космической техники, дважды Герой Социалистического Труда.
- 7 марта — Рогожин, Владимир Николаевич (93) — конструктор оружейной техники (РСЗО «Град», «Смерч»), Герой Социалистического Труда, экс-директор ФГУП «Сплав».
- 7 марта — Григорий Челак (83) — русский писатель, журналист, редактор.
- 8 марта — Пучканев, Андрей Анатольевич (47) — белорусский карикатурист, призёр десятков международных конкурсов карикатуры.
- 9 марта — Дэльвин, Александра Владимировна (93) — заслуженная артистка России.
- 10 марта — Сеглин, Анатолий Владимирович (86) — призёр чемпионата СССР, хоккейный арбитр.
- 13 марта — Бетси Блэр (85) — американская актриса, обладательница премии «BAFTA», а также номинантка на «Оскар».
- 13 марта — Джеймс Парди (94) — американский писатель, поэт, драматург.
- 13 марта — Медет Садыркулов (55) — киргизский государственный деятель.
- 14 марта — Ален Башунг (61) — известный французский музыкант; рак лёгкого.
- 14 марта — Фёдор Бубенчиков (87) — советский военачальник, генерал-лейтенант, начальник Штаба ВВ МВД СССР.
- 14 марта — Григорьев, Фирс Григорьевич (83) — советский, российский организатор здравоохранения, врач-хирург. Доктор медицинских наук.
- 14 марта — Кнапките, Она (88) — советская и литовская актриса театра и кино  (недоступная ссылка — история)
- 14 марта — Марченко, Анатолий Тимофеевич (86) — советский писатель и публицист. Автор исторических и военных повестей и романов
- 15 марта — Бронислав Грузевич (75) — полковник Советской Армии, лётчик-испытатель, Герой Советского Союза.
- 16 марта — Пётр Жданов (87) — Полный кавалер ордена Славы.
- 16 марта — Уральский, Виктор Владимирович (83) — советский и российский киноактёр.
- 17 марта — Беер, Эдит Хан (95) — австрийская писательница, пережившая Холокост.
- 18 марта — Маркелов, Владимир Андреевич (83) — Герой Советского Союза.
- 18 марта — Парнов, Еремей Иудович (73) — русский писатель-фантаст.
- 18 марта — Ричардсон, Наташа (45) — английская актриса; травма головы.
- 19 марта ― Марголин, Вениамин Савельевич (86) ― трубач, профессор Петербургской консерватории.
- 19 марта ― Николай Никулин (85) ― российский и советский искусствовед, профессор, член-корреспондент Российской академии художеств.
- 20 марта ― Липинский, Эдмунд Чеславович (73) — известный спортивный деятель, один из родоначальников профессионального бокса в СССР и России.
- 20 марта ― Филали, Абдуллатиф (81) — премьер-министр Марокко (1994—1998).
- 20 марта — Фёдор Химич (91) — Герой Советского Союза
- 21 марта ― Кучмий, Владимир Михайлович (60) — главный редактор газеты «Спорт-Экспресс»; кровоизлияние в мозг.
- 21 марта — Летохов, Владилен Степанович (69) — российский физик-теоретик.
- 21 марта — Чарыкулиев, Атабай (50) — туркменский музыкант, солист народного ансамбля «Ашхабад», народный артист Туркменистана[1].
- 22 марта — Джейд Гуди (27) — британская бизнесвумен, парфюмер, писательница и телевизионная персона.
- 23 марта — Чубарян, Гукас Григорьевич (86) — армянский скульптор, народный художник Армении.
- 23 марта — Цымбурский, Вадим Леонидович (52) — филолог, философ, историк и лингвист, гомеровед, этрусколог, хеттолог, политолог, исследователь геополитики.
- 24 марта ― Манакин, Михаил Фёдорович (84) — генерал-лейтенант Советской Армии, участник Великой Отечественной войны, Герой Советского Союза.
- 24 марта ― Стельнов, Игорь Анатольевич (46) — двукратный олимпийский чемпион по хоккею с шайбой, заслуженный мастер спорта, тренер ХК МВД.
- 25 марта ― Виктор Андриянов — журналист, писатель.
- 25 марта ― Леонид Аристов (89) — советский режиссёр и художник анимационных фильмов.
- 25 марта ― Джованни Паризи (42) — итальянский боксёр, Олимпийский чемпион 1988 года; автокатастрофа.
- 25 марта ― Виктор Фёдоров (46) — украинский бизнесмен.
- 25 марта ― Юкио Эндо (72) — японский гимнаст, пятикратный Олимпийский чемпион, двукратный призёр Олимпиад; рак.
- 26 марта — Олег Белоусов (63) — белорусский аниматор (мультипликатор), сценарист, режиссёр.
- 26 марта — Нечепоренко, Павел Иванович (92) — музыкант-балалаечник, народный артист СССР.
- 27 марта — Мери, Арнольд Константинович (89) — первый и последний из остававшихся в живых эстонцев, удостоенный звания Героя Советского Союза (1941).
- 27 марта — Тихонов, Георгий Иванович (75) — бывший председатель комитета Госдумы РФ по делам СНГ; пожар.
- 28 марта — Джаган, Джанет (88) — бывший президент Гайаны.
- 28 марта — Одинцов, Владимир Евгеньевич (84) — советский государственный деятель, первый секретарь Северо-Осетинского обкома КПСС (1982—1988).
- 29 марта — Федотов, Владимир Григорьевич (66) — советский футболист, советский и российский футбольный тренер.
- 29 марта — Жарр, Морис (84) — французский композитор; рак.
- 30 марта — Генделев, Михаил Самуэлевич (58) — поэт.
- 30 марта — Садык Жаксыгулов (84) — капитан Советской Армии, участник Великой Отечественной войны, Герой Советского Союза.
- 31 марта — Рауль Альфонсин (82) — президент Аргентины (1983—1989); рак лёгких.